# بسمات الوطن
بسمات الوطن (احيانا بس مات وطن) هو برنامج تلفزيوني كوميدي سياسي ساخر يبث على قناة LBC، الموجود مقرها بلبنان.كاتب هذا البرنامج شربل خليل بدأ العمل على هذا البرنامج سنة 1995، عنوان البرنامج باللهجة البنانية عبارة عن جناس يرمز إلى موت و بسمة الوطن في الوقت نفسه. بس مات الوطن هو أطول برنامج كوميدي ساخر في لبنان.

## تسمية
عنوان البرنامج هو لعبة كلمات، حيث أن في العربية اللبنانية يمكن أن يشير العنوان إلى "بس مات" أو "بسامات" الوطن. 

## تاريخ
سنة 1995، بدأت سلسلة بس مات الوطن و كانت شخصية الحلقة الأولى حول الوزير الأول اللبناني رفيق الحريري.